# 문장필
문장필(文章弼, ? ~ 1190년)은 고려의 무신이다. 본관은 강릉(江陵). 아버지는 좌복야를 지냈으며, 외조부는 병부상서를 지낸 윤선지(尹先之)이다.

## 개요
문장필(文章弼)은 고려 명종 때 무신으로 무신정권에 속한 인물이다.
1170년(의종 24) 무신정변의 성공으로 중낭장이 된 뒤 공부낭중, 금오위의 차장군(借將軍) 어사잡단(御史雜端)이 되었다.
1174년(명종 4), 문장필은 1174년에 서경유수 조위총(趙位寵)이 난을 일으키자 원수 윤인첨(尹鱗瞻) 휘하에서 지병마사로 참전하여 서경을 공벌하였다.
2년 뒤 추밀원의 승선이 되고, 1181년 추밀원지주사, 좌산기상시를 거쳐 이듬해 추밀원부사가 되었다.
1183년 동지추밀원사, 어사대부를 거쳐 중서문하평장사, 상장군이 되었다.

## 가족
- 아버지 : 좌복야 문씨(左僕射 文氏)
- 어머니 : 윤씨(尹氏)
- 외조부 : 병부상서(兵部尙書) 윤선지(尹先之)

## 문장필이 등장한 작품
- 《무인시대》 KBS (2003년~2004년) 배우 : 신동훈